# ジョルジェ・フェルナンド・バルボーサ・インティマ
ジョルジーニョ（Jorginho）またはジョルジーニョ・インティマ（Jorginho Intima）ことジョルジェ・フェルナンド・バルボーサ・インティマ（ポルトガル語: Jorge Fernando Barbosa Intima、1995年9月21日 - ）は、ギニアビサウのサッカー選手。ギニアビサウ代表。ポジションはFW。

## クラブ歴
ビサウ出身。17歳の時にマンチェスター・シティ EDSに加入した。2015年7月7日に1年の契約延長をしたものの、トップチームでの出場機会は得られなかった。
2016年初めの冬の移籍市場が閉まる直前にFCアロウカに3年半契約で移籍。2月7日のプリメイラ・リーガでマテウスに代わって投入されプロ初出場。12月17日の試合では自身初のハットトリックを達成した。
2017年初めの冬の移籍市場でリーグ・アンのASサンテティエンヌに期限付き移籍。同年夏に完全移籍したが、即座にGDシャヴェスに期限付き移籍した。2018年6月19日にPFC CSKAソフィアに1シーズンの期限付き移籍。
翌2019年にPFCルドゴレツ・ラズグラドに完全移籍。

## 代表歴
アンダー代表としてはポルトガル代表として出場経歴があり、U-19代表としてUEFA U-19欧州選手権2014に参加、3試合に出場し、うち決勝戦にも8分だけではあるが出場し準優勝となった。
2018年3月22日に行われたブルキナファソ代表との親善試合にギニアビサウ代表として出場。同年10月のアフリカネイションズカップ2019予選・グループKのザンビア代表戦に出場したため、A代表はギニアビサウを選択した事となった。2019年11月13日に行われたアフリカネイションズカップ2021予選・グループIのエスワティニ代表戦で代表初得点を記録。